# Maite Carpio
Maite Carpio (Madrid, 1967) es una periodista, directora de cine, productora y guionista española. Licenciada en Ciencias de la Comunicación, en Filosofía y  doctora en Filosofía.

## Trayectoria
Maite Carpio se licenció en Ciencias de la Información y Filosofía  en la Universidad Complutense de Madrid, doctorándose Filosofía en la Universidad Ca '' Foscari de Venecia, posteriormente realizó el Máster Historia y Estética de la Cinematografía de la Universidad de Valladolid. En 1994 se casó con el empresario italiano Paolo Bulgari.
Como periodista ha trabajado en medios de prensa y Televisión, El País y Canal Plus televisión en España y desde 2003  para RAI-Radiotelevisione Italiana.
Desde que Maite Carpio se estableció en Italia ha participado activamente de la vida cultural del país formando parte los consejos de diferentes instituciones como el Teatro de La Scala, Cinecittà y del Instituto Luce.  Ha pertenecido la junta directiva del Teatro de la Ópera de Roma (2011 a 2013).

### Trabajo cinematográfico
En su faceta cinematográfica ha trabajado fundamentalmente el género documental en diferentes temáticas, así ha tenido como protagonistas a las figuras de los directores italianos Luchino Visconti, Federico Fellini y Marco Ferreri o al Papa Francisco.
Sus obras se han proyectadas en festivales de cine españoles, italianos e internacionales como: el Festival Internacional de cine de Valladolid, el Festival de Cine de Roma, el Festival de Cine de Ischia, Hollywood Capri, Festival de Cine Cristiano de Los Ángeles y el Festival de Cine de Bogotá.

### Actividad filantrópica
Maite Carpio colabora con asociaciones y entidades de carácter social y de ayuda, algunas veces ha sido la creadora o impulsora de las mismas y en otros casos colabora perteneciendo a sus órganos de gobierno como en Oxfam Italia.
Maite Carpio ha desarrollado una actividad social y humanitaria centrada en la ayudar a las personas más desfavorecidas en especial en África, donde estableció un "programa de asistencia a mujeres portadoras del virus del sida para evitar la transmisión a sus hijos", o el apoyo al plan 'Bravo'  para censar a los llamados  'niños invisibles' que viven en países en vías en desarrollo, porque "además de que no pueden ir a la escuela, son víctimas de todo tipo de abusos: tráfico de órganos, esclavitud, prostitución... ¡Y no se puede hacer nada porque jurídicamente son inexistentes!"
En julio de 2009 fundó la organización sin ánimo de lucro agenda Sant Egidio que proporciona trabajo a jóvenes discapacitados. También participó en la creación de una red asistencial para atender a ancianos que viven solos en Roma.     
En 2013 Maite Carpio ideó, organizó y promovió el primer Foro Italiano de Filantropía, realizado en Roma con el objetivo de difundir en Italia la cultura de dar.      
En 2013 fundó la Asociación de Mecenas de la Galería Borghese.
Maite Carpio es presidenta de la Fundación Ricardo Carpio, creada en memoria de su hermano que falleció por un cáncer, que tiene como objetivo colaborar y  apoyar la investigación y la implantación de tratamientos en  el cáncer de piel.

## Filmografía
Ha trabajado como directora, guionista y productora de documentales y película para cine y televisión. 
- 2003: El documental Il Misterioso Viaggio di F. Fellini,  presentado en el Museo Guggenheim de Nueva York .
- 2004: Guion para la película Butterflies' Seller .
- 2005: El documental Milagro español
- 2006: El documentario Luchino Visconti Il Conte Rosso.
- 2007: El documental Irriverente Ferreri .
- 2008: El documental Steno, Genio Gentile.
- 2009: Sorriso Amaro.
- 2009: El caso de la infiel Klara.[7]
- 2009: El documental San Giovanni Rotondo.
- 2010: El documental: Romero, Voce dei senza Voce.
- 2011: Valgo anch’io
- 2011: La Chiesa Altrove
- 2012: Jesús de nazaret
- 2012: Mozambico: la pace italiana venti anni dopo
- 2013: María di Magdala. Le donne nella chiesa
- 2013: Verdi genio italiano
- 2014: Papa Francesco. La storia di Jorge Bergoglio
- 2017: La docu-serie "Opera Italiana"
- 2019: El silencio del agua.
- 2020: La Porta Rossa

## Premios y reconocimientos
- Roma Fiction Fest 2009 - Premio Maximo Award al mejor documental por, Steno Genio Gentile.
- Nastri d'argento 2010 Targa por, Sorriso amaro.